# Песчанка (аэропорт)
Аэропорт Песчанка — аэропорт вахтового посёлка Песчанка, Ненецкого АО, остров Колгуев.
Принимаемые воздушные суда: Ан-24, Ан-26, Як-40, вертолеты типа Ми-8 и классом ниже. Аэропорт действует с ноября 2002 года, рейсы выполняются в Мурманск.